# Kedjonbåda
Kedjonbåda är ett skär i Åland (Finland). Det ligger i den sydöstra delen av landet, 50 km öster om huvudstaden Mariehamn.
Terrängen runt Kedjonbåda är mycket platt och i nordväst är havet nära.
Trakten är glest befolkad. Närmaste större samhälle är Kökar, 3,8 km sydost om Kedjonbåda. 